# Vremja sobirat' kamni
Vremja sobirat' kamni (Время собирать камни) è un film del 2005 diretto da Aleksej Karelin.

## Trama
Il film è ambientato nel maggio 1945. Il film racconta l'ufficiale tedesco Rudolf, che si pente dei suoi crimini e decide di tornare dove ha combattuto. Vuole neutralizzare autonomamente le mine collocate in quei luoghi.